# 블루 문 보이스
블루 문 보이스(The Blue Moon Boys)는 엘비스 프레슬리, 스코티 무어, 빌 블랙이 조직한 밴드다. 1955년 루이지애나 헤이라이드 순연 도중 합류한 D.J. 폰타나를 제외하면 전 성원이 1954년 선 스튜디오의 소유자 샘 필립스의 주선을 통해 인사를 붙였다.

## 배경
1953년 7월 18일, 엘비스 프레슬리가 모친의 생일 선물로 A면이 〈My Happiness〉고 B면이 〈That's When Your Heartaches Begin〉인 싱글을 취입하고자 녹음실에 입장한다. 이 당시 샘 필립스가 부재 상태였기 때문에 필립스의 비서 마리온 카이스커가 프레슬리의 녹음을 감독했다. 이로부터 거의 1년 후 카이스커가 녹음실의 예약 건으로 프레슬리를 불러 1954년 6월 26일 다시 들른다. 녹음이 거의 현존하지 않는 이 세션을 통해, 필립스는 프레슬리에게 동하여 컨트리 밴드 스타라이트 랭글러스의 기타리스트 스코티 무어를 소개한다. 무어는 또, 일후 베이시스트 빌 블랙을 소개시켜 준다.

## 선 레코드
1954년 7월 5일, 예의 3인이 에멜무지 녹음을 위해 선 스튜디오에 입장한다. 위선 〈Harbor Lights〉와 〈I Love You Because〉를 녹음했다. 그 뒤 휴게 시간 때 즉석에서 연주한 아서 크루덥의 〈That's All Right〉에 불어넣어진 필립스가 본 연주를 윤색하여 취입한다. 필립스는 이 취입반을 WHBQ의 DJ 듀웨이 필립스에게 전달하였고, 다음날 7월 8일 밤에 진행된 그의 방송에서 송신되었다. 7월 9일에는 장차 〈That's All Right〉의 이면 곡이 되는 빌 먼로의 〈Blue Moon of Kentucky〉를 빠른 박자의 로커빌리로 취입한다. 이 싱글은 1954년 7월 19일 발표되어 아칸소주, 미시시피주, 뉴올리언스에서 국지적 성공을 이뤘다.

## 순연
스코티 무어가 밴드의 매니저로 재직하여 밴드는 남부의 여러 도시를 순회했거니와 세 성원 모두 순연이 없을 때면 노상 정직에 종업했다. 무어와 블랙이, 본 에어 클럽에서 정규 출연하는 스타라이트 랭글러스의 공연에 프레슬리의 끼워줬을 때 청중의 반응이 썰렁하자, 여기 반감을 품은 타 구성원들과 그들의, 무대 퇴장을 놓고 벌인 알력 싸움으로 인해 무어와 블랙은 프레슬리의 그룹에 더욱더 관심을 기울이게 되었다. 블루 문 보이스는 테네시주 멤피스의 이글 네스트 클럽에서 정규 출연 계약에 성공했다. 샘 필립스의 덕을 봐 그랜드 올 오프리 출연도 성사하였지만 반응이 시들했다. 이 실패를 딛고, 필립스는 오프리의 경쟁 상대 루이지애나 헤이라이드와 접촉하여 1954년 10월 16일 첫 출연을 주선한다. 이 공연에서, 프레슬리는 〈That's All Right〉 및 해당 싱글의 이면 곡 〈Blue Moon of Kentucky〉를 불렀다. 이 공연은 좋은 반응을 거두었고, 이들은 헤이라이드 공식 일원이 되는 1년짜리 계약을 체결했다. 한편 프레슬리는 밥 닐과 새로운 매니저 계약을 성립한다. 8월 8일에는 이들과 곧잘 주악했던 D. J. 폰타나가 정식으로 입단한다. 슈리브포트에서 처녀 참여하고, 금후의 순연에서 죽 함께했다. 1955년 12월 15일, 행크 스노의 매니저 톰 파커는 밥 닐과의 분쟁 끝에 계약권을 양도받아, 이날 공식적으로 프레슬리의 매니저로 취임했다.

## RCA 레코드와 일후
1956년 1월 프레슬리는 40,000달러에 RCA 레코드와 계약을 맺는다. 이곳 RCA 레코드에서 진행된 첫 취입은 1956년 1월 10일 일로 메이 액스턴의 〈Heartbreak Hotel〉이 취입됐던 날이었다. 블루 문 보이스는 《러빙 유》 등속의 프레슬리 주연작들에서도 거푸 출연했다. 1960년 프레슬리가 만기 제대한 이래로서의 첫 실황 연예는, 《프랭크 시나트라 쇼》의 특집 방송 《웰컴 홈 엘비스》에서였다. 이들의 마지막 출연은 1968년 컴백 스페셜로, 빌 블랙은 1965년 뇌종양으로 졸하였기 때문에 자연히 불참했다. 2007년, 블루 문 보이스는 내슈빌의 음악 명예의 전당 및 박물관에 헌액되었다.

## 구성원
- 엘비스 프레슬리 - 리드 보컬, 리듬 기타, 리드 기타, 베이스 기타, 피아노, 타악기 (1954년 ~ 1968년)
- 스코티 무어 - 리드 기타, 리듬 기타 (1954년 ~ 1968년)
- 빌 블랙 - 더블 베이스, 베이스 기타 (1954년 ~ 1958년)
- D. J. 폰타나 - 드럼, 타악기 (1955년 ~ 1968년)